# Arthur Somervell

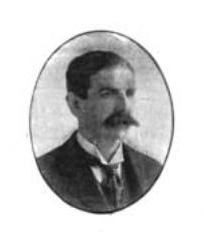
Somervell en 1896.

Sir Arthur Somervell (5 juin 1863 - 2 mai 1937) est un compositeur anglais. Ce fut l'un des compositeurs de chant les plus appréciés dans son pays dans les années 1890-1900 après Hubert Parry. Une de ses œuvres les plus connues est une adaptation en anglais de l'air de Haendel, Silent Worship.

## Carrière
Somervell naît à Windermere dans le Westmorland. Il est le fils d'un fabricant de chaussures, Robert Miller Somervell (1821-1899), fondateur de K Shoes (à l'origine Somervell Brothers). La famille Somervell (à l'origine Somerville) est originaire d'Écosse et s'est installée à Londres au début du XVIIIe siècle. Le frère d'Arthur Somervell, le fabricant de chaussures Colin Somervell, sera nommé High Sheriff du Westmorland en 1916, ainsi plus tard que son fils, le major Arnold Colin Somervell, O.B.E. en 1936, puis d'autres membres de la famille Somervell.
Somervell est d'abord éduqué à la Uppingham School puis au King's College de Cambridge où il étudie la composition auprès de Sir Charles Villiers Stanford. De 1883 à 1885, il étudie à la Haute École de musique de Berlin et, de 1885 à 1887, au Royal College of Music de Londres auprès de Parry. Il prend aussi des cours de composition auprès de Friedrich Kiel. Il devient professeur au Royal College of Music en 1894 et dirige ses propres œuvres aux festivals de Leeds et de Birmingham (1895-1897). Il est nommé inspecteur de musique au comité d'éducation et au département écossais de l'éducation en 1901; en juin 1902, il est fait docteur de musique par l'université de Cambridge.
Il connaît un grand succès comme compositeur de musique chorale, comme The Forsaken Merman (1895), Intimations of Immortality (qu'il dirige au festival de Leeds en 1907), et The Passion of Christ (1914); mais l'on se souvient surtout de lui pour ses cycles de chansons, comme Maud (d'après Tennyson, 1898) et la première représentation en 1904 de A Shropshire Lad d'A. E. Housman. Sa fameuse adaptation de l'aria de Haendel, Silent Worship est reprise dans le film Emma de 1996.
Son style est plutôt conforme aux canons classiques de l'époque et montre l'influence de Mendelssohn et de Brahms. Somervell est également impliqué dans l'enseignement de la musique, devenant inspecteur principal de musique du comité d'éducation en 1920. Il est fait chevalier en 1929. Son concerto de violon de 1930 est dédié à la violoniste Adila Fachiri.
Il épouse en 1890 Edith Lance Collet (1861-1944), et par sa fille Katherine (Kit), danseuse des ballets russes de Serge de Diaghilev, il est le grand-père de la femme de lettres Elizabeth Jane Howard,.

## Compositions

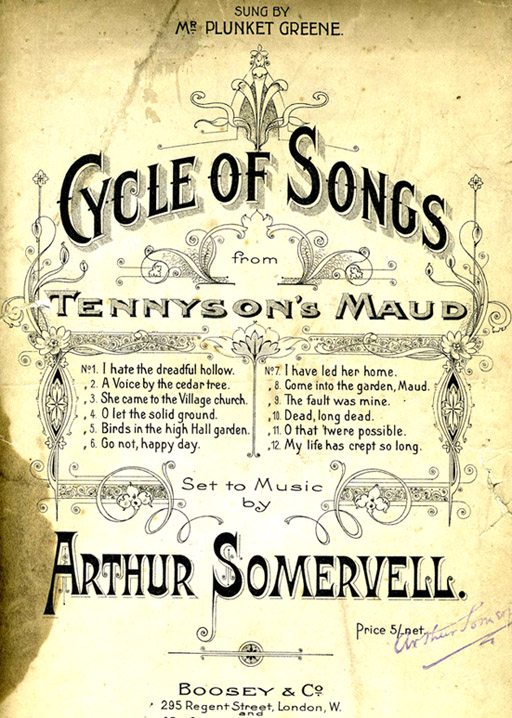
Page titre du cycle de Maud, Boosey & Co. 1898.

- Opérettes:  The Enchanted Prince; Princess Zara; Knave of Hearts (Novello); Golden Straw (Curwen); Thomas the Rhymer.
- Œuvres orchestrales:  Thalassa Symphony in D minor[9] (Boosey); Helen of Kirconnel (Novello); In Arcady (Suite pour petit orchestre) (Donajowski)
- Chant choral:  Mass; Power of Sound; The Charge of the Light Brigade; Elegy (Chœur et orch.) (Novello); Song of Praise (chœur et orch.) (Metzler); To the Vanguard; Passion of Christ (chœur et orch.) (Boosey); Mass in D minor (Ricordi).
- Concertstuck pour violon et orchestre (Augener, 1913). Normandy, variations symphoniques pour piano et orchestre (1911, Augener). Highland concerto, piano et orchestre (1920). Concerto pour violon (1930).
- Musique de chambre: Quintet pour clarinette et instr. à cordes; Suites, studies and pieces pour violon et piano (Augener, Weekes, Williams & Ashdown); Variations for 2 pianos (Augener); pianoforte pieces (Augener; Williams; Leonard; Lucas; Hatzfield; Ashdown; Boosey; Bosworth; Weekes).
- Cycles de chansons: Maud (1898); A Shropshire Lad (1904); James Lee's Wife (1908); A Broken Arc (1923); Love in Springtime (1901). (Boosey). Windflowers, Cycle for vocal quartet (Boosey).
- Chants: Six songs by Robert Burns (1885–86); Four songs of Innocence (1899); Singing Time, songs for small children (1899): (Boosey; Moore; Lucas; Leonard; Dunn; Gill; Asherberg; Ashdown; Enoch; Forsyth). Part-songs: (Boosey; Ashdown; Novello).
- Travaux musicologiques:  Rhythmic Gradus for pianoforte (Bosworth); Exercises in sight-reading, etc. (Curwen); School of Melody, 10 Progressive Tunes for viola and piano (1919): (Augener); Sight-reading, 6 vols (Swan); Sight-reading exercises (Augener); Charts of the rules of Harmony and Counterpoint (Clarendon press).

La symphonie Thalassa en ré mineur (The Sea Symphony) a été enregistrée pur la première fois en 2011 pour Cameo Classics, près d'un siècle après avoir été composée. Écrit en 1912, le second mouvement, Elegy, commémore la disparition de Robert Falcon Scott dans l'Antarctique cette année-là. L'orchestre philharmonique de Malte est dirigé par son directeur musical, Michael Laus.